# Joanne Woodward
Joanne Giglliat Trimmier Woodward (Thomasville, Georgia, 27. veljače 1930.), priznata američka glumica, ovjenčana nagradama Oscar, Emmy, Zlatni globus, BAFTA i nagradom Canneskog filmskog festivala. Dugogodišnja je supruga Paula Newmana.

## Životopis
Joanne Woodward se rodila u Thomasvilleu, Georgia. Ime je dobila po glumici Joan Crawford, ali je njena majka Elinor preuzela južnjačku varijantu izgovora - "Joanne". Giglliat je njeno srednje ime, a povezano je s njenim hugenotskim naslijeđem. Trimmier je djevojačko prezime njene majke.
Nekoliko se puta selila, a nakon srednje škole uputila se u New York i posvetila kazalištu.
Woodward je nastupila u nizu filmskih naslova, a za glumu u filmu Tri lica Eve iz 1957. godine dobila je i Oscara. Iduće godine, udala se za Paula Newmana i s njim je u braku do danas. S Paulom je nastupila u 10 filmova u razdoblju od 1958. do 1990. godine. Zajedno su glumili i u filmu Empire Falls, ali bez ijedne zajedničke scene.
Ona i Paul imaju tri kćeri: Elinor (poznatu kao Nell Potts), Melissu i Claire.
Joanne Woodward je prva glumica koja je dobila svoju zvijezdu na Stazi slavnih.

## Vanjske poveznice
- Joanne Woodward u internetskoj bazi filmova IMDb-u (engl.)